# Casa da Pedra (Guarujá)
A Casa da Pedra é uma casa residencial, construída sobre rochas, no ano de 1952, pelos arquitetos Henrique “Verona” Cristofani e Haim Vaidegorn, a pedido de Roberto Braga. A casa está localizada na cidade de Guarujá, no estado de São Paulo. É um patrimônio cultural tombado pelo Conselho de Defesa do Patrimônio Histórico, Arqueológico, Artístico e Turístico (CONDEPHAAT), na data de 19 de julho de 2013, sob o processo de nº 63106/10.

## Arquitetura
Edificação de arquitetura moderna, construída sobre rochas litorâneas. Sua estrutura externa, em formas geométricas, foi revestida com pastilhas e elementos de ferro e vidro. Foi aproveitado as rochas para algumas estruturas internas como paredes e banheira. No anexo à casa, foi construído um bar em formato de concha, foi utilizado estruturas de ferro e vidro. O acesso ao bar se dá por uma passarela.